# Železniční trať Vojkovice nad Ohří – Kyselka
Železniční trať Vojkovice nad Ohří – Kyselka o délce 9,0 km byla zprovozněna 1. února 1895 jako normálněrozchodná veřejná železnice. Na veřejnou železnici ve stanici Kyselka navazovala vlečka a nákladní úzkorozchodná drážka.

## Historie
Tuto místní dráhu vybudovala firma Heinrich Mattoni a provoz zajišťovala Buštěhradská dráha, od roku 1923 Československé státní dráhy. Osobní doprava do lázní v Kyselce byla zastavena v roce 1935, nadále však trať sloužila pro nákladní dopravu firmy Mattoni, později už jen jako vlečka. V roce 1998 byl provoz zastaven, od té doby trať chátrala, krátký úsek z nádraží Kyselka do závodu Mattoni po mostě přes Ohři byl zrušen v roce 2001 a při rekonstrukci mostu v roce 2007 byly koleje sneseny.
Od roku 2012 je provoz na železniční vlečce obnoven pro dopravu minerálek ze závodu Mattoni.

## Rekonstrukce
Ministr dopravy Vít Bárta (2010–2011) po návštěvě podniku Mattoni začal veřejně hovořit o plánu na reaktivaci trati jako vlečky a převedení nákladní dopravy z aut na železnici ve spolupráci se státem vlastněným dopravcem ČD Cargo. Ředitel Karlovských minerálních vod Alessandro Pasquale médiím potvrdil, že o vlečku se i v letech nevyužívání alespoň v základním rozsahu firma starala a reaktivaci plánuje. Ačkoli se na zprovoznění vlečky zviditelňovalo v médiích mnoho politiků, při obnovení provozu byl přítomen i hejtman Karlovarského kraje, ve skutečnosti byla obnova vlečky výhradně záležitostí Karlovarských minerálních vod a Autodopravy Hanzalík.

### Zahájení rekonstrukce
Na začátku května roku (2012) zahájila společnost Karlovarské minerální vody rekonstrukci vlečky. Dopravu na vlečce zajišťuje firma Rail system. Za tímto účelem firma zakoupila od Českých drah několik starších lokomotiv řady 749.

### Obnovení provozu
28. srpna 2012 proběhlo oficiální otevření obnovené vlečky pro veřejnost, avšak první vlak s minerálkami vyjel po obnovené vlečce již 15. srpna 2012. Výrobce minerálek zahájil přepravu svých výrobků po železnici mimo jiné kvůli obyvatelům Kyselky, kteří poukazovali na problémy s kamionovou dopravou na úzké silnici z Kyselky do Karlových Varů. Obnova železniční vlečky trvala čtyři měsíce. V sezoně vypraví výrobce minerálek jednu vlakovou soupravu denně. Mimo sezonu by měly stačit tři soupravy týdně.

## Úzkorozchodná drážka a lanovky v Kyselce
Současně s normálně rozchodnou vlečkou byla v Kyselce zřízena úzkokolejka a dvě kratší lanovky. Shodný byl rozchod kolejí (450 mm) i účel, kterým byl svoz přepravek s lahvemi minerálky. Nejdelší větev úzkokolejky, vedená po nábřeží, vznikla však až náhradou za původní normálněrozchodnou vlečku. Torzo úzkokolejky je dodnes patrné před zchátralými lázeňskými domy. Vozíky úzkokolejky byly v podstatě podvozky pod přepravky. Díky tomuto řešení úzkokolejka projížděla přímo plnicí linkou a z velké části tak odpadla manipulace s přepravkami. Na trati byly vlaky vedeny motorovou lokomotivou, v závodě a na překladišti byl posun vozů animální.
První lanovka vedla k Ottovu prameni v údolí Ohře a v údolní stanici na bývalé Mattoniho kolonádě na ni navazovala úzkorozchodná dráha. Druhá lanovka vedla k Löschnerovu prameni v údolí Lomnického potoka.